# Gynoplistia harrisi
Gynoplistia harrisi là một loài ruồi trong họ Limoniidae. Chúng phân bố ở miền Australasia.